# 宪园贵人
虞美人（2世纪？—179年）郎中虞诗的女儿，是汉顺帝的美人，舞阳长公主刘生和汉冲帝刘炳的生母。
十三岁时，虞氏以良家子的身份选入掖庭，生下女儿刘生。永和三年（138年）女儿受封舞阳长公主。汉安二年（143年），虞美人生下汉顺帝的独子刘炳。建康元年（144年），汉顺帝驾崩，两岁的太子刘炳即位，次年正月去世。熹平四年（175年），汉灵帝拜冲帝母虞美人为宪园贵人，汉质帝母陈夫人为勃海孝王妃。所以虞美人又称为虞贵人。光和二年（179年）去世。

## 延伸阅读
[在维基数据编辑]
 《後漢書·卷10下》，出自范晔《後漢書》